# Булагаты
Булага́ты (бур. Булагадууд) — этническая группа (племя) в составе бурятского народа.

## Название
Название племени происходит от слова «булган», что в переводе с бурятского языка означает — «соболь». Предки булагатов с древнейших времён охотились на соболей, из шкур которых шили шапки и разные детали верхней одежды. Таким образом, название самого племени можно перевести как «соболёвщики, охотники на соболей».

## История
В параграфе 109 «Сокровенного сказания монголов» говорится о булагачинах, которые жили в бассейне р. Хилок, т. е. род уже был известен с конца XII века. При этом во многих версиях перевода «Сокровенного сказания монголов» булагачины описаны просто как охотники на соболей без упоминания названия племени. Булагачины и кэрэмучины упоминаются в «Сборнике летописей» Рашид ад-Дина, составленном в начале XIV в. Рашид ад-Дин пишет, что племена булагачин и кэрэмучин обитали в пределах страны Баргуджин-Токум. В XIII в. племена Баргуджин-Токума (баргут, хори-тумат, булагачин, кэрэмучин) вошли в состав единого монгольского государства. По версиям исследователей, булагаты являются потомками племени чиносцев (чонос).
Булагаты были включены в состав четырёх коренных монгольских дивизий, состоящих из чистокровных монголов и уведены внуком Чингисхана Батыем, впоследствии ханом Золотой Орды, в поход на Европу. После окончания похода были переселены в Мавераннахр для военного присутствия монголов в этой местности Золотой Орды. В середине-конце XIV в., в предгорьях Монгольского Алтая, близ Тянь-Шаня булагаты образовали ханство Булагачи, позже разгромлённое войсками Тимура (Тамерлана). Вернувшись в Прибайкалье, они поселились рядом со своими родичами эхиритами.
Булагачины, оставшиеся в Средней Азии, вошли в состав киргизов и узбеков. Среди киргизов встречаются роды: булгачи, булганчы. Среди узбеков есть род булганчы-найман. Согласно К. И. Петрову, ядро группы ичкилик тянь-шаньских киргизов составили булагачины и кэрэмучины.
Племя булагатов было одним из самых крупных бурятских племён в XIII—XVII вв., кочевавших на территории Предбайкалья.
Булагаты вели кочевой образ жизни. После вхождения в состав Российского государства в XVII в., булагаты, как и все остальные бурятские племена, постепенно стали переходить к оседлости и земледелию.

## Современность
В настоящее время булагаты проживают преимущественно в Эхирит-Булагатском, Баяндаевском, Осинском, Боханском, Нукутском, Аларском, Качугском, Усть-Удинском и Балаганском районах Иркутской области, а также в Иволгинском, Баргузинском, Кабанском и Селенгинском районах Республики Бурятия.
На территории Внутренней Монголии в Бааринском хошуне проживают представители рода булгаты (булагад). Род булгачин отмечен в составе старых баргутов хошуна Чэнь-Барга-Ци. В составе новых баргутов отмечен род алагуй (алгуй) на территории хошунов: Шинэ-Барга-Цзоци, Шинэ-Барга-Юци. В состав хазарейцев входит род булагичи (bolaghichi).
В Монголии проживают носители следующих родовых фамилий:
- Боржигон Булгадар — в Улан-Баторе[13];
- Боржигон Булган — в Улан-Баторе и аймаке Орхон[14];
- Булага — в Улан-Баторе и аймаке Умнеговь[15];
- Булагад — в Улан-Баторе[16];
- Булагач — в Улан-Баторе[17];
- Булагтай — в Улан-Баторе и аймаках: Дархан-Уул, Хувсгел, Сэлэнгэ и Говь-Сумбэр[18];
- Булагууд — в Улан-Баторе и аймаках: Дундговь, Туве, Сухэ-Батор и др.[19];
- Булга — в Улан-Баторе и аймаках: Дундговь, Туве, Дархан-Уул, Сэлэнгэ, Орхон и др.[20];
- Булгад — в Улан-Баторе и аймаках: Хэнтий, Увс, Орхон, Дархан-Уул, Туве и др.[21];
- Булгадай — в Улан-Баторе и аймаках: Хувсгел, Сэлэнгэ, Умнеговь, Дархан-Уул[22];
- Булгадар — практически во всех аймаках за исключением аймака Баян-Улгий[23];
- Булгадар Тайж — в Улан-Баторе и аймаке Орхон[24];
- Булгадууд — в Улан-Баторе[25];
- Булган — практически во всех аймаках за исключением аймаков Баян-Улгий и Сухэ-Батор[26];
- Булган Боржигон — в Улан-Баторе и аймаках: Архангай, Баянхонгор[27];
- Булган Тайж — в Улан-Баторе и аймаках: Завхан, Орхон, Дорноговь, Туве и др.[28];
- Булган Тайж нар — в аймаке Говь-Сумбэр[29];
- Булган Харнууд — в Улан-Баторе и аймаках: Сэлэнгэ, Дархан-Уул, Дорнод[30];
- Булганууд — в Улан-Баторе и аймаках: Дундговь, Орхон, Дархан-Уул и др.[31];
- Булганч — в Улан-Баторе и аймаке Умнеговь[32];
- Булганчуд — в Улан-Баторе[33];
- Булганчууд — в Улан-Баторе и аймаках: Завхан, Булган, Орхон и др.[34];
- Булгат — в Улан-Баторе и аймаках: Дорноговь, Дархан-Уул, Дундговь и др.[35];
- Булгач — в Улан-Баторе и аймаках: Умнеговь, Дорнод и др[36];
- Булгачи — в аймаке Умнеговь[37];
- Булгачид — в Улан-Баторе и аймаках: Умнеговь, Дундговь, Дорнод, Дархан-Уул, Дорноговь и др.[38];
- Булгачин — в Улан-Баторе и аймаках: Умнеговь, Дундговь, Дархан-Уул, Говь-Сумбэр, Сэлэнгэ и др.[39];
- Булгачууд — в Улан-Баторе и аймаках: Дундговь, Завхан и др.[40];
- Булгууд — в Улан-Баторе и аймаках: Дундговь, Туве, Дорноговь, Сухэ-Батор, Говь-Сумбэр и др.[41]

## Булагатские роды

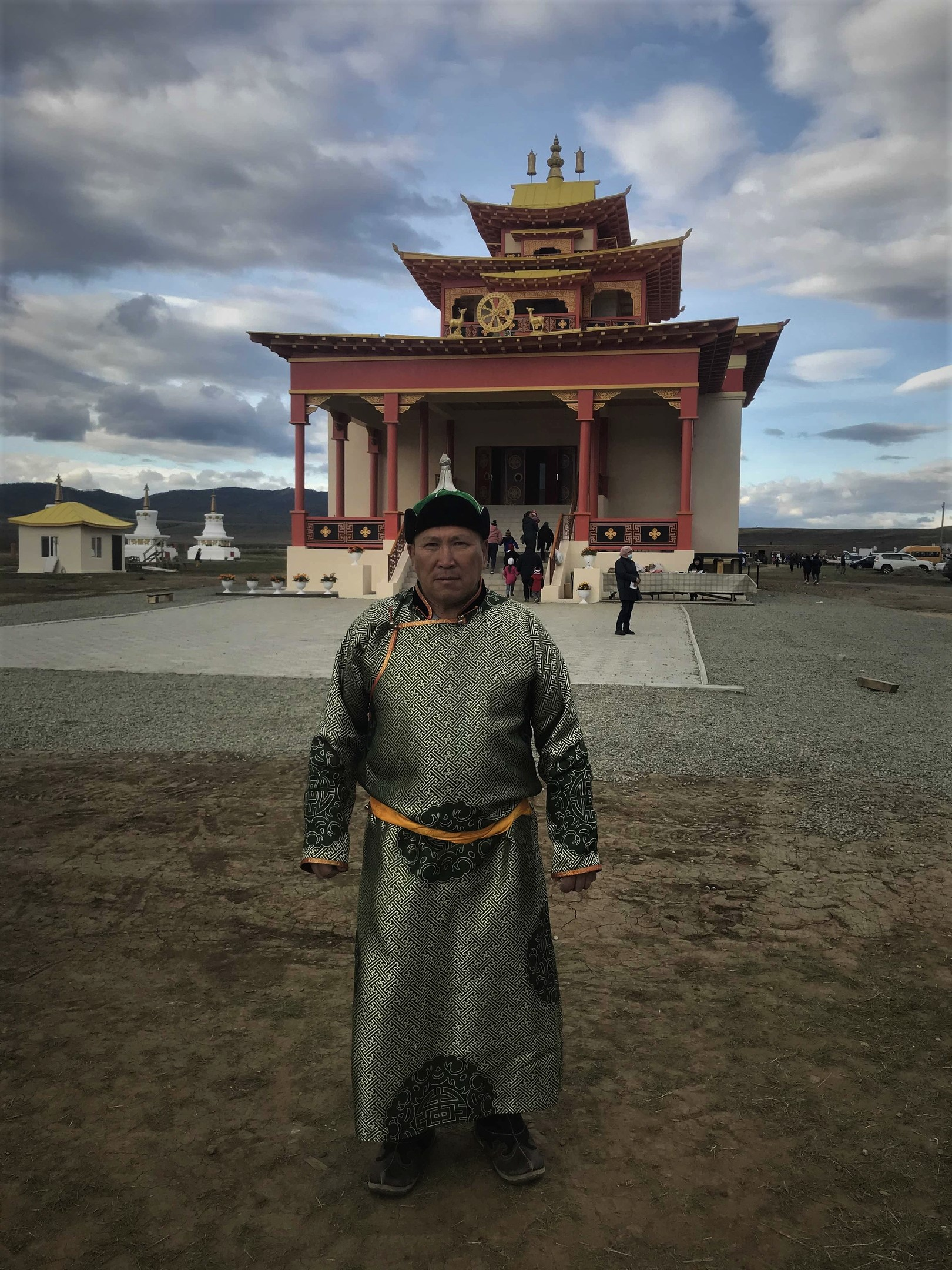
Булагат. Представитель рода хурамша. Уроженец села Дээдэ Ивалга Иволгинского района. Янгажинский дацан.

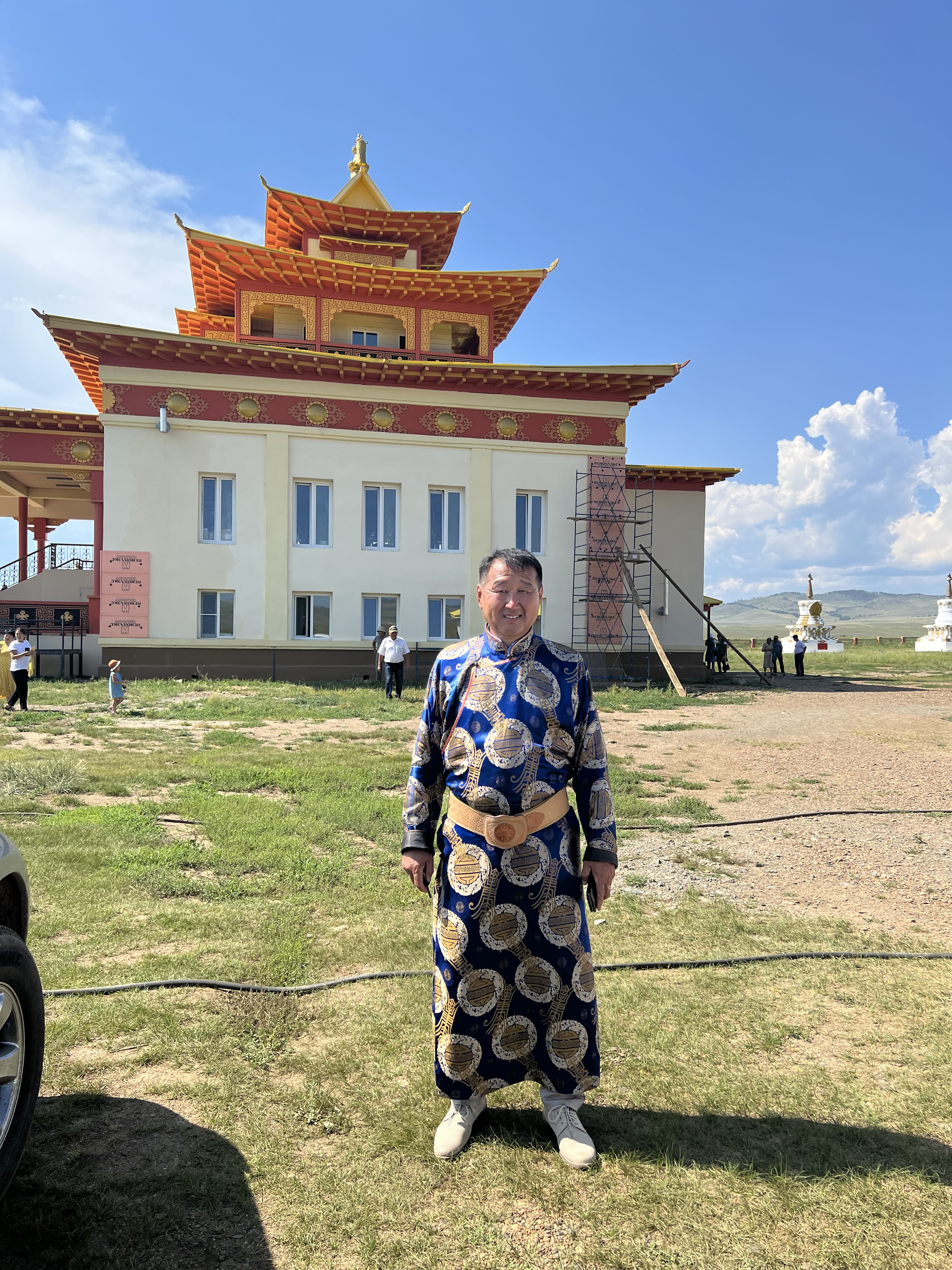
Булагат. Представитель рода буумал-готол. Уроженец села Оронгой Иволгинского района. Янгажинский дацан.

В булагатское племя входят следующие роды: алагуй, абаганад, ата, ашабагад (ашибагад), бабай, батлай, боза (бозо, бозой), боролдой, бубай, буин, булса, булуд, бурлай, бумал (буумал), готол, далхай (боржигон далахай), дурлай, икинад, мандалхай, мунхэлэй, муруй, ноёд, обогон, олой, олзой, онгой, онхотой, осогор, отонхой (отоонхой), саган, харануд (харанууд), хогой, холтубай, хулмэнгэн (кульмет), хурамша (вкл. харал-хурамша), хурхуд, хухурдой (хухэрдэй), шаралдай, эрхидэй (ирхидэй), янгуд. В числе примкнувших к булагатам упоминаются роды: манхалюд (манхолюд, мунхалюд), зомод (замод), сэгэн, хордуд (хурдуд), хулдад, обондой.
Устная традиция булагатов возводит их родословную к легендарному первопредку Буха-нойону, чьим сыном был Булагат, от которого произошло племя. Промежуточное положение между Булагатом и родовыми предками занимают сыновья Булагата: Булган-хара и Бузган-хара, а также его внук, сын Булган-хара, Тугалак. Имена данных генеалогических предков не скрывают этнонимов, но важны, потому что являются связующим звеном между племенными и родовыми этнонимами в генеалогических таблицах.
Роды делятся на подроды или кости. В составе булагатских родов известны следующие ветви:
- Абаганад: I, II, III и IV абаганатские роды[42].
- Алагуй. В составе рода алагуй упоминаются подразделения: одой[47], хэрэй, саганаг[48], мэхэши[49]; в составе селенгинского рода алагуй — бурят-алагуй, монгол, галцзот[50] (галзут)[51].
- Ашибагад: I и II ашибагатские (ашехабатские) роды[42]. Подробнее смотрите статью Ашибагаты
- Бабай, бубай: I, II, III и IV бабаевские (бубаевские) роды[42].
- Бабай-хурамша. Бабай-Хурамшинский оток селенгинских бурят составляли иволгинская «десятка» бабай-хурамша, селенгинская «десятка» хурамша, жаргалантуйская «десятка» хурамша[49]. В составе отока также упоминаются кости хаченут, зургин[52].
- Барай: I, II и III бараевы роды[47].
- Батлай. В состав батлаевской семёрки входят ветви: бубай, олой, отонхой, бозо, хухурдой (эдыга, удгэ), харануд (мунхэлэй), шаралдай[53]. Вместо олой и отонхой в других вариантах упоминаются нуламзан и балдай[54]. Состав батлаевской семёрки согласно Б. З. Нанзатову: мунхэлэй (харанут), хухурдой, шаралдай, олой, отонхой, бабай, осогор[46].
- Буин. В состав рода буин (буян) входит подрод хагдаишуул, в составе хагдаишуул отмечена ветвь баргайтан[55]. По номерному признаку: I, II и III буиновские роды[42].
- Бумал (буумал): аргаhан бумал, бардам бумал[56], арганат-буумал[44], готол-бумал[57] (бумал-готол), хогой, муруй, хулмэнгэ, бухут[51].
- Готол. В составе рода готол выделяют I, II, III и IV готольские роды. В состав рода готол входят следующие ветви (уруки, ураки): бужидай (бажидай); гергентэ ураг (гэргэнэй ураг); hархи ураг; hадай ураг; манжи ураг (манжа ураг, маанжраг); хуриган ураг; машка ураг; шаранхай ураг; монхой ураг; онтохи ураг (онтоохи урга): ухан ураг, дабагаан ураг; хохорские уруки: байдартан (байдарураг), буйдантан (буйданураг), борхоотон (борхооураг), буухяатан (буухяаураг), дандагайтан (дандагайураг), дарбитан (дарбиураг), дахатайтан (дахатайураг); харатиргенские уруки: бархиг (бархираг), бальхай, азарга, тологой, дахаан (дахан)[47].
  - К числу примкнувших к готолам относят роды: аргасан (аргаhан): мондохой ураг (мондой), саган ураг; абаши (абаша); хонхо ураг; hахай ураг. Роды аргасан и абаши по отцовской линии восходят к эхиритскому роду тогто. Род хонхо также относят к эхиритам. Һахай ураг восходит к эхиритскому роду олзон[47].
- Готол-бумал. В составе большого рода готол-бумал на территории селенгинской долины значатся следующие роды: онход, хангин, бухуд (букуд, букод), холдомой (холдумуй), соломанхи (солманхин), уута, бардам, арагусан, адушн, енгуд[57] (енгут-бумал)[52], муруй, хогой (хоогой), хухыт (хухуйд)[57], хулмэнгэ[51].
- Енгуд. Род енгуд включает I и II енгутские роды[47]. В составе рода енгуд (янгуд) значатся следующие подразделения: хухэнэй, аадай, габаали, обхой, убэй, янгуд-хариад (проживают в Монголии)[58], шоотой ураг[47], янгаад (среди узумчинов)[59].
- Икинад: I и II икинатские роды[42]. Основная статья — Икинаты.
- Муруй. Род муруй включает I и II муруевы роды[3].
- Ноёд. В составе ноётов известны два подразделения: туман и зуман[60]. По номерному признаку: I, II и III ноётские роды[47].
- Обогони олон. В составе племенного объединения обогони олон отмечены роды: хоогой, онгой, ирхидэй, холтубай, онхотой, булуд[45]. Род обогон включает три подрода: хогой, онгой и онхотой[61]. Род онгой делится на I, II, III и IV онгоевы роды. В состав рода онгой входит тонхо ураг. Род онхотой включает I и II онхотоевы роды; род хогой: I и II хогоевы роды[47].
- Олзой. Род олзой включает I и II олзоевы роды. В составе рода олзой упоминаются следующие уруки (ураки): барлактан, тиглаатан, огдоонтон, мотойтон, донойтон, худартан, малсаатан[47].
- Харануд: Харануты, проживавшие на территории Иркутского округа, подразделялись на четыре рода: I, II, III и IV харанутские роды[46]. Харанутами в составе Селенгинской степной думы были образованы следующие отоки: Харанутский[44], Селенгинский Харанутский, Селенгинский Енхорский Харанутский, Иройский Харанутский, Чикойский Харанутский[49].
  - Известны следующие родовые имена: шаралдай-харанут, шаабан-харанут[49], далай-харанут[62], хандабай-шаралдай харанут[63], хандабайн харанут[64], булагат-далай-харанут, баян-харанут, сутой-харанут, олзон-харанут, буумал-харанут, хорчит-харанут, хандагай-харанут, буин-харанут[44] (буян-харанут), натаг-харанут, жарай-харанут, авганат-харанут[56], булган-харнут[65]. Подробнее смотрите статью Харануты.
- Хойбо. В составе рода хойбо выделяют следующие ветви (улусы, ураки, уруки): хаал, энхээльжэн (энжэльжин), шушуу ураг, бухэ, худөө, шанаа, матуушха ураг (матууша ураг)[47].
- Холтубай (холбутай): I, II и III холтубаевы роды[3].
- Хулмэнгэн: I и II кульметские роды[47].
- Хурдуд (хордуд): хара хурдуд, саган хурдуд[47].
- Хурхуд: I и II куркутские роды[42].
- Шаралдай. Род шаралдай делится на ветви: I и II шаралдаев. В составе рода шаралдай упоминаются следующие уруки (ураки): буубэй ураг, эдеэр ураг, маншууд ураг, мануу, зугаахан ураг, башуу ураг[47].
- Эрхидэй. Род эрхидэй делится на I и II эрхидеевы роды. В состав рода эрхидэй входит подрод галбантан[47].

### Булагаты в составеселенгинских бурят
В летописи «История возникновения шести селенгинских родов» упоминаются десятки, которые были объединены в отоки-роды. Булагатами в составе Селенгинской степной думы были образованы следующие отоки: Харанут, Бабай-хурамша, Буумал-Готол, Алагуй, Селенгинский Харанутский, Селенгинский Енхорский Харанутский, Иройский Харанутский, Чикойский Харанутский.
Согласно Л. Л. Абаевой, оток Харанут в составе селенгинских бурят включал шесть десятков: булагат-далай-харанут, нижнеоронгойские шаралдай-харанут, загустайские харанут, иволгинские буян, жаргалантуйские абганат, тохойские буян. В книге «Родословная иволгинских бурят» в составе данного отока упоминаются семь десятков: иволгинские шаралдай-харануты, дунда (средние) харануты, загустайские харануты, доодо (нижние) оронгойские харануты, иволгинские буяны, жаргалантуйские абагануты, тохойские буяны.
Иволгинская «десятка» бабай-хурамша, селенгинская «десятка» хурамша, жаргалантуйская «десятка» хурамша составляли Бабай-Хурамшинский оток; иволгинская десятка бумал-готолов, ангинская десятка бумал-готолов, оронгойские готол-буумал, загустайские готол-буумал, сутойские готол-буумал, зуйский десяток, няньгинский десяток составляли Бумал-Готольский оток; алагуй-иройская десятка, эбэр (убэр) инзагатуйская «десятка» составляли Алагуевский оток; также упоминаются четыре харанутских отока: Селенгинский Харанутский оток, Селенгинский Енхорский Харанутский оток, Иройский Харанутский оток, Чикойский Харанутский оток; кроме этого отдельно отмечен Ашибагатский оток.
Селенгинский Харанутский оток состоял из поколений шаралдай, боян, абаганут, ша-ван, чжарай, дурбэт; Чикойский Харанутский оток — харанут, хасама, хонгодор, хамниган, бошин, шишелок, ашбагат, боян; Иройский Харанутский оток — далай-харанут, шаралдай, дабши.
В состав иволгинских бурят входят следующие булагатские роды: алагуй, бубай, буин, готол, хойбо, енгуд, шаралдай, ашаабагад, абаганад, харануд, хурамша. Род алагуй представлен подродом одой. Одой представлен ветвью борной (борнойтон обог). Упоминается ветвь рода харанууд — шаабан харанууд. В составе рода буин (буян, буянгууд) отмечены следующие поколения: аржагар, хомоhоожи; в составе рода бубай: олоhор; в составе рода готол: улзэй, буумал, уута; в составе рода шаралдай: хуриган, багай; в составе рода хурамша: шаатха, сабаахи; в составе рода харануд: шархи; в составе рода хойбо: холтоши. Кроме этого в книге «Родословная иволгинских бурят» упоминаются ветви рода шаралдай-харанууд: холхоотон, hамагантан, петруутан; рода готол-буумал: ламатан, жабуутан, шаратан, пулуутан, улаантан-башкиртан; рода буян (буин): баалахан. В родословных оронгойских харанутов отмечены ветви: далайн харанууд, хандабайн харанууд, шаабан харанууд, хандабай-шаралдай харанууд.

### Булагаты за пределами РФ
В Монголии проживают представители родов: алгуй, булган-харнууд, ач абгад, ашибагад, хурхууд, хурхад, хурамши, хурмаштынхан, янгуд-хариад. В составе узумчинов отмечен род янгаад. Среди сонголов Монголии упоминаются роды: харануд сонгоол, ашаавгад сонгоол (ашибагад сонгоол), хурумши сонгоол. В Монголии также проживают носители следующих родовых имён: булгадар, булган, булга, булгад, булгач, булгачин, чамалан булгадар, булага, булагад, булагач, булгат, булгачи, булгачид, булгачууд, булган боржигон, боржигон булган, боржигон булгадар, булганууд, булгадай, булгадар тайж, булгадууд, булган тайж, булган тайж нар, булганч, булганчуд, булганчууд. На территории Внутренней Монголии проживают представители рода булгаты (булагад). Род булгачин отмечен в составе старых баргутов. В составе новых баргутов отмечен род алагуй (алгуй). В состав хазарейцев входит род булагичи (bolaghichi).
Название некоторых крупных родов на бурятском языке:
Абаганад, Алагуй, Ашаабагад, Батлай, Бозой, Боролдой, Бурлай, Буин, Булут, Буумал, Готол, Икинат, Муруй, Ноёд, Обогон, Олзой, Онгой, Онхотой, Харанууд, Хогой, Холтубай, Хулмэнгэн (Кульмет), Хурамша, Хурхуд, Шаралдай, Эрхидэй, Янгут.